# Uniejów-Rędziny
Uniejów-Rędziny – wieś w Polsce położona w województwie małopolskim, w powiecie miechowskim, w gminie Charsznica.
| SIMC    | Nazwa          | Rodzaj     |
| ------- | -------------- | ---------- |
| 0233951 | Księża Kolonia | część wsi  |
| 0233968 | Zakopane       | przysiółek |

7 marca 1943 wieś została spacyfikowana przez okupanta niemieckiego. Żandarmi zamordowali 7 osób. 14 stycznia 1945 wieś została ponownie spacyfikowana. Zamordowano Jana Ptaka i spalono 6 zabudowań.
W latach 1975–1998 miejscowość administracyjnie należała do województwa kieleckiego.
Na terenie wsi znajduje się stacja kolejowa Tunel, której nazwa pochodzi od dwóch równoległych tuneli kolejowych wydrążonych pod Białą Górą, jednych z najdłuższych w Polsce.